# RADIO READING SHOW
K-mix RADIO READING SHOW（ケイミックス・レディオ・リーディング・ショー）は、静岡エフエム放送（K-mix）が毎週土曜日の20:00〜20:55（JST）に放送していた朗読主体の番組である。
2007年4月に番組開始。2010年4月より翌週木曜午前4時より再放送が開始された。
2014年5月31日の放送をもって番組終了となった。

## 概要
終始朗読主体で構成・進行されており、音楽やトーク主体の一般的なラジオ番組とは一線を画していた。
子供のいじめや自殺が増加している原因とされ、近年社会問題化している「子どもたちの心の問題」を、朗読を通した家族間のコミュニケーションにより改善していこうというトーハン推進の読書推進運動「家読」（うちどく）を推奨していた。

## ナビゲーター
番組内や番組サイトでは一貫して「リーディングナビゲーター」という呼称が用いられていた。
- 浅岡あゆ美（2012年4月〜2014年5月）
- 宮本淳子（2009年4月〜2012年3月）
- 寺田繭子[1][2]（2008年1月〜2009年3月）
- 寺田有美子（2007年4月〜2007年12月）

## 番組コーナー
MY LYRICS, MY FAVORITE LYRICS
毎週1組のアーティストが、自身の曲の歌詞、及び自身が影響を受けた曲の歌詞を朗読する。
えんぴつポエム
毎週静岡県内の小学校1校（番組終了間際には2校）を取り上げ、在籍する生徒が作成した詩を紹介する。小学生の豊かな感性を感じ取ることができる。
年に数度、「おでかけえんぴつポエム」として、実際に小学校に出向いて子供自身の声で読んだ作品を収録放送している。
朗読特集
毎月1組のアーティストを取り上げ、代表曲の歌詞をナビゲーターが朗読する。朗読の後には曲そのものもかかる。
BED TIME STORY
前述の「家読」推奨の様々な書籍から一作品を取り上げ、ナビゲーターが朗読する。短い絵本を除けば大抵は全て紹介しきれないため、その場合は初めに扱う箇所の紹介がされる。
以前はBGMとして、ブライアン・イーノの「1/1」が流れていたが、後に廃止された。無音状態となったことにより、本をめくる音をはっきりと聴き取ることができるようになった。

## 参考
1. ↑  寺田繭子 | SBS RADIO
2. ↑  繭子の明日の風
3. ↑  自作曲、原則として直近に発売された曲が紹介される。
4. ↑  おおむね、民放ラジオ共同企画「ラジオがやってくる！」の一環として行われる。民放ラジオ 統一キャンペーン「ラジオがやってくる！」